# Arkansas State Red Wolves

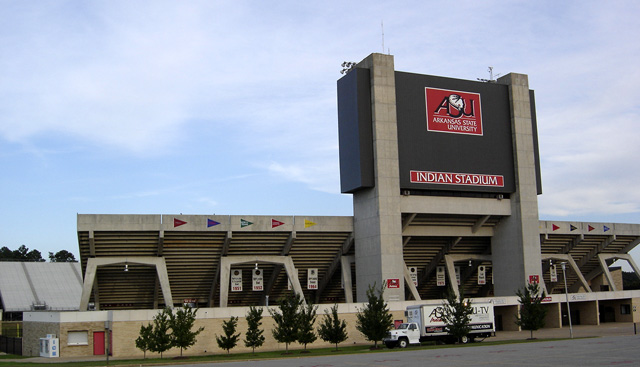
Centennial Bank Stadium

Arkansas State Red Wolves (español: lobos rojos de la Estatal de Arkansas) es el equipo deportivo de la Universidad Estatal de Arkansas, situada en Jonesboro, Arkansas. Los equipos de los Red Wolves participan en las competiciones universitarias organizadas por la NCAA, y forma parte de la Sun Belt Conference. Hasta el año 2008 se denominaban "Indians".

## Apodo
El apodo de la universidad era el de los Indians, en honor a la Tribu Osage, que habitó aquellas tierras hasta finales del siglo XVIII. Dado que se impuso lo políticamente correcto entre los apodos de los equipos deportivos en Estados Unidos, la NCAA les obligó a cambiarlo en 2008, llamándose desde entonces Red Wolves.

## Programa deportivo
Los Red Wolves participan en las siguientes modalidades deportivas:
| - Masculino - Baloncesto - Béisbol - Fútbol americano - Cross - Golf - Atletismo | - Femenino - Baloncesto - Cross - Golf - Fútbol - Tenis - Voleibol - Bowling - Atletismo |